# Sam Wykes
Sam Wykes (ur. 25 kwietnia 1988 w Sydney) – australijski rugbysta grający na pozycji wspieracza w zespole Western Force, mistrz świata U-19 z 2006 roku.

## Kariera klubowa
W latach 2006–2007 trenował w Akademii Waratahs. W 2006 roku ze składem Waratahs udał się na szkoleniowe tournée, gdzie zagrał w trzech spotkaniach z drużynami rezerw brytyjskich i irlandzkich klubów.
Pomiędzy sierpniem a październikiem 2007 roku wziął udział w jedynym rozegranym sezonie rozgrywek Australian Rugby Championship. Został przydzielony do zespołu Western Sydney Rams, który po wygraniu fazy grupowej poniósł porażkę w półfinałach.
W tym samym roku podpisał kontrakt na występy w Western Force w najbliższych dwóch sezonach, przedłużając go następnie na kolejne dwuletnie okresy.
Znalazł się w Akademii Force, a w pierwszej drużynie zadebiutował w lutym 2008 roku meczem z Cheetahs. W całym sezonie pojawił się na boisku w dziewięciu spotkaniach, a zakończył go wyjazdem przygotowawczym do Europy. W jego przypadku został on skrócony, bowiem powrócił szybciej do Australii doznawszy na treningu kontuzji ramienia wymagającej interwencji chirurgicznej. Kilkumiesięczna rehabilitacja spowodowała, że opuścił okres przygotowawczy oraz początkowe sześć spotkań kolejnego sezonu, zdołał jednak zagrać w sześciu. W 2010 roku wystąpił w dziesięciu meczach, a z kolejnych dwóch wyeliminowała go uraz mięśnia czworogłowego uda.
Pierwszy pełny sezon zaliczył w 2011 roku, wówczas zdobył również pierwsze punkty w rozgrywkach Super Rugby. Gdy z powodu reprezentacyjnych obowiązków niedostępni byli Nathan Sharpe i David Pocock, w sierpniu tego roku Wykes został mianowany kapitanem Force na tournée na Samoa. W tej samej roli wystąpił w meczu przygotowawczym przed sezonem 2012, w całym sezonie zagrał jednak tylko w trzech spotkaniach przerywały go bowiem kolejno kontuzje ścięgna, kostki i kolana zakończona jego rekonstrukcją. Dla odmiany w następnym roku opuścił tylko jeden z szesnastu meczów w jego trakcie zostając dziewiątym graczem Force, który osiągnął barierę pięćdziesięciu meczów w rozgrywkach Super Rugby, a do końca sezonu zaliczył łącznie 59 występów. Zdobywał także indywidualne wyróżnienia, a pod nieobecność Matta Hodgsona pełnił rolę kapitana Force.
Na poziomie klubowym związany w tym czasie był z Parramatta Two Blues, West Harbour RFC i Eastwood. W National Rugby Championship był jednym z kapitanów zespołu Perth Spirit, który dotarł do finału inauguracyjnej edycji

## Kariera reprezentacyjna
Był stypendystą ogólnokrajowego programu National Talent Squad oraz Australian Institute of Sport.
W stanowych barwach zwyciężył w mistrzostwach kraju U-16 w 2004 roku, podczas których otrzymał dodatkowo wyróżnienie dla najlepszego gracza zespołu.
W latach 2004–2005 występował w zespole Combined Catholic Colleges. W drugim z nich otrzymał również powołanie do kadry Australian Schoolboys na tournée po Wyspach Brytyjskich.
W 2006 roku znalazł się w reprezentacji U-19, która zwyciężyła w rozegranych w Dubaju mistrzostwach świata w tej kategorii wiekowej. Zagrał wówczas jako podstawowy wspieracz we wszystkich pięciu spotkaniach nie zdobywając punktów. Na tym turnieju znalazł się również rok później i w roli wicekapitana wystąpił w podstawowym składzie we wszystkich pięciu spotkaniach. Australijczykom nie udało się jednak obronić tytułu, zdobyli natomiast brązowe medale.
W 2008 roku został powołany przez selekcjonera reprezentacji U-20 Briana Melrose na inauguracyjne mistrzostwa świata juniorów. W ramach przygotowań do turnieju poprowadził drużynę do zwycięstwa nad Fidżyjczykami. Na samych zawodach wystąpił zaś we wszystkich pięciu spotkaniach, a Australijczycy zajęli ostatecznie miejsce piąte.

## Varia
- Uczęszczał do Patrician Brothers Blacktown[75].
- Żona Moana, córka Annia[76].
- Jego wuj w 1998 roku był kaptanem reprezentacji Tonga[77].